# Paleanotus bellis
Paleanotus bellis är en ringmaskart som först beskrevs av Johnson 1897.  Paleanotus bellis ingår i släktet Paleanotus och familjen Chrysopetalidae. Inga underarter finns listade i Catalogue of Life.